# Badia Polesine
Badia Polesine (velenceiül Badia Połèxine) település Olaszországban, Veneto régióban, Rovigo megyében. Lakosainak száma 10 068 fő (2023. január 1.). Badia Polesine Canda, Castagnaro, Giacciano con Baruchella, Masi, Trecenta, Castelbaldo, Lendinara és Piacenza d’Adige községekkel határos.

## Népesség
A település népességének változása:
| Lakosok száma | 10 442 | 10 348 | 10 068 |
|               | 2017   | 2018   | 2023   |

## Testvérvárosok
- Estepa, Spanyolország
- Saint-Thibault-des-Vignes, Franciaország